# Чарлз Едуард Стюарт
Чарлз Едуард Стюарт (на английски: Charles Edward Stuart) наричан също Чарлз III, Хубавия Принц Чарли и Младия претендент, е претендент за короната на Англия, Шотландия и Ирландия. Своите претенции Чарлз Стюарт получава от баща си, принц Джеймс Франсис Стюарт, син на детронирания крал Джеймс II.

## Живот
Запомнен най-вече с подклаждането на неуспешно Якобитско въстание през 1745 г., водено от него, което бива прекратено след поражението в битката при Калоден, с което се приключва окончателно якобитската кауза. Последвалото бягство на Чарлз от Шотландия го превръща в романтичен образ на провала в по-късни представи.
След провала от 1745 г. Чарлз живее в чужбина, предимно Франция и Италия, където има множество любовни афери с жени от дребното благородничество и буржоазията. От аферите си той оставя само една дъщеря, Шарлот, която дарява с титлата херцогиня на Олбани.
Чарлз Стюарт умира в началото на 1788 г. в Рим и е погребан, първоначално в катедралата „Фрачиати“, където брат му Хенри е епископ. След смъртта на Хенри, тялото на Чарлз е пренесено в криптата на Свети Петър във Ватикана, редом до телата на брат му и родителите му.